# Santo Isidoro (Mafra)
Santo Isidoro is een plaats (freguesia) in de Portugese gemeente Mafra en telt 2992 inwoners (2001).